# أولكس
أولكس هي بلدة إيطالية تقع في أقليم بييمونتي شمال غرب إيطاليا.